# Минор (станция метро)
«Минор» (узб. Minor — минарет, башня) — станция Ташкентского метрополитена.
Открыта для пассажиров 26 октября 2001 года в составе первого участка Юнусабадской линии : «Хабиб Абдуллаев» — «Минг Урик».
Расположена между станциями : «Бадамзар» и «Абдулла Кодирий».

## Характеристика
Самая узкая станция Ташкенсткого метрополитена.
Станция: колонная, двухпролётная, мелкого заложения, с островной платформой, имеет наземный и подземный вестибюли.
Единственная станция Ташкентского метрополитена, в которой вход в наземный вестибюль находится в здании.

## Оформление
Станцию украшают колонны, выполненные из красного гранита, расположенные по центру платформы.
Стены отделаны мрамором тёмных цветов.

## Галерея

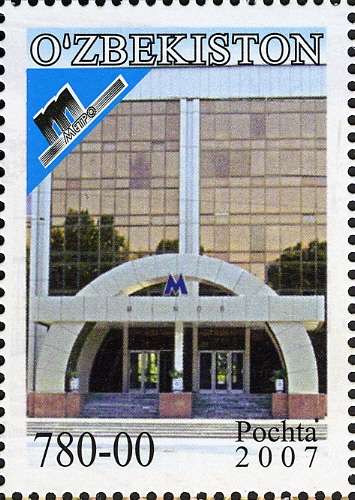
Наземный вестибюль станции метро «Минор» на почтовой марке Узбекистана, 2007 год.